# Andreas Meinhardi
Andreas Meinhardi, auch: Meynhart; Meynhardt, Manhart, Mayner, Mynar etc. (* in den 1470er Jahren in Pirna; † 
1525/1526 in Wittenberg), war ein deutscher Humanist.

## Studium

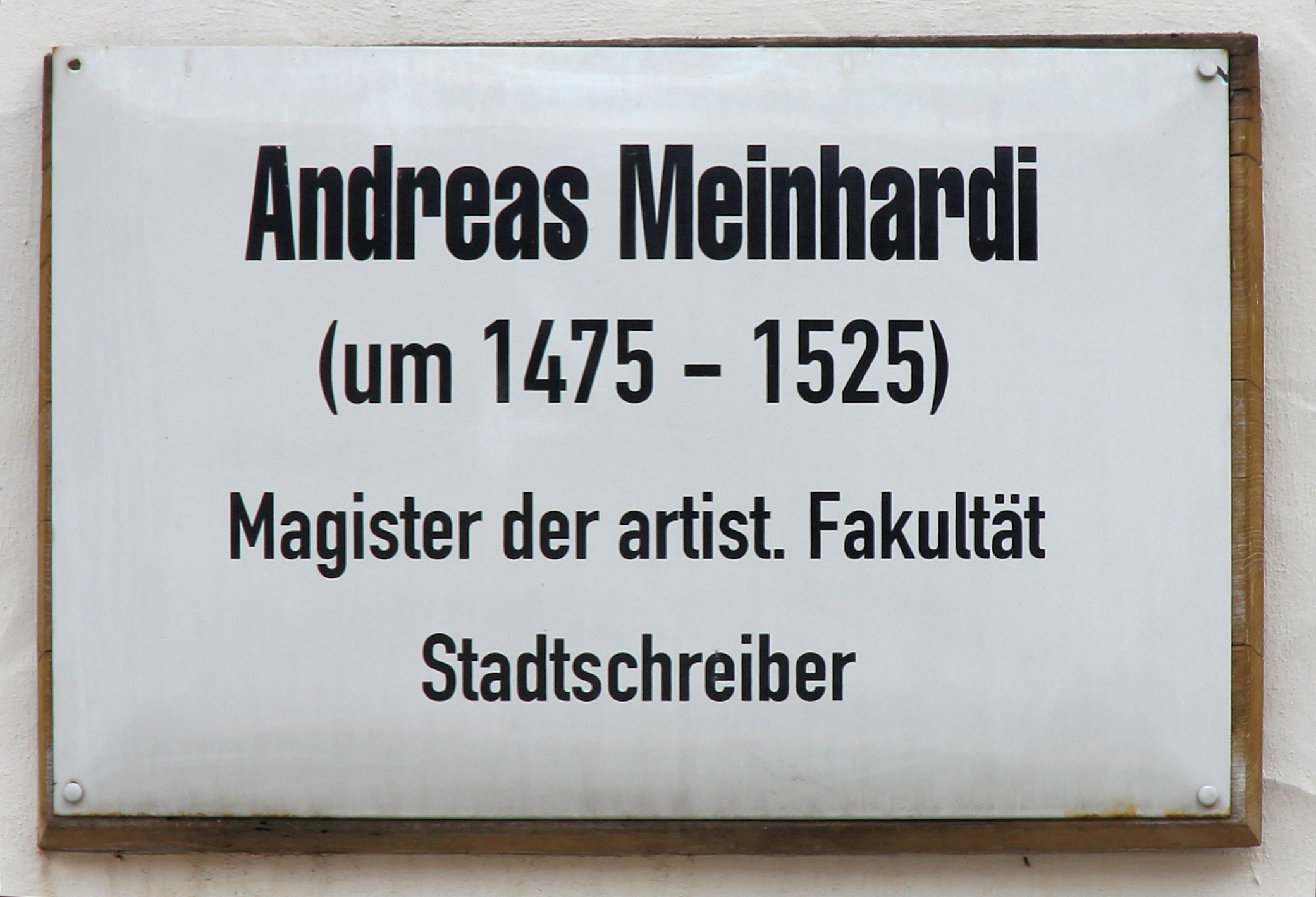
Gedenktafel am Haus Markt 18, in der Lutherstadt Wittenberg

Meinhardi begann im Sommersemester 1493 ein Studium an der Universität Leipzig. 1495 wurde er Baccalaureus und erwarb am 28. Dezember 1501 den akademischen Grad eines Magisters der sieben freien Künste. Meinhardi blieb noch einige Jahre in Leipzig, war aber mit den Zuständen an der Hochschule unzufrieden. In einer Denkschrift, die er am 25. Oktober 1502 Herzog Georg von Sachsen unterbreitete, prangerte er die Faulheit der Lehrer in den oberen Fakultäten und die Widrigkeiten in der philosophischen Fakultät an.

## Wirken in Wittenberg
Wegen dieser Unzufriedenheit wechselte er im Wintersemester 1504/05 an die Universität Wittenberg, fand dort im August 1505 Aufnahme in den Senat der philosophischen Fakultät und war 1507 außerordentlicher Professor der litterae seculares.
In dieser Zeit befasste er sich auf Anregung von Martin Pollich mit einem Buch über Wittenberg (Dialogus ... Vittenberg, 1508). In der Art der humanistischen Schülergespräche in Dialogform gekleidet, ist das Buch ein Panegyrikus auf Wittenberg. Es betont die von der Natur gewährten Vorzüge der Stadt, erwähnt ihre Einrichtungen und Sehenswürdigkeiten. Besonders lobt er die Schlosskirche und die Universität, die Ernestiner, ihre Hauptberater und zahlreiche bedeutende Wittenberger jener Zeit. Das Buch muss solchen Eindruck beim Wittenberger Rat gemacht haben, dass man ihn 1508 zum Stadtschreiber berief, was er bis zu seinem Lebensende blieb. Von seinem Buch wurden sicherlich eine Vielzahl gedruckt, jedoch ohne Nachauflage. Bis heute haben sich nur drei Exemplare des Buches erhalten, die sich in Dresden, der Zwickauer Ratsbibliothek und in Jena befinden. 
Meinhardi gehörte seit 1509 der Schützenbruderschaft des St. Sebastian an, hatte ein Haus in Coswigviertel und besaß drei Gärten vor dem Coswiger Tor.
Meinhardi erlebte somit die Anfänge der Reformation in der „Lutherstadt“ mit.

## Familie
Meinhardi war zwei Mal verheiratet. Seine 1508 geheiratete Frau starb bereits 1510. Danach heiratete er Hanna Moshauer († Herbst 1527), eine Schwester der Frau des Johannes Agricola. Diese überlebte ihren Mann und vermählte sich in zweiter Ehe mit dem Wittenberger Apotheker Ignatius Wolff. Aus der zweiten Ehe sind die Kinder Andreas und Barbara bekannt; letztere heiratete den Theologen Andreas Musculus.
Am Wittenberger Rathaus erinnert eine Gedenkplatte an Meinhardi.

## Werke
- Dialogus illustrate ac Augustissime urbis Albiorene vulgo Vittenberg dicte Situm Amenitatem ac Illustrationem docens Tirocinia nobilium artiu iacentibus Editus. Martin Landsberg, Leipzig 1508. – Übersetzung: Martin Treu (Hrsg.): Über die Lage, die Schönheit und den Ruhm der hochberühmten, herrlichen Stadt Albioris, gemeinhin Wittenberg genannt. Verlag Philipp Reclam jun., Leipzig 1986.